# 鍊愛秘儀
《鍊愛秘儀》是Lump of Sugar在2022年12月23日發售的戀愛冒險類型成人遊戲，於2023年9月22日發售中文版。2024年6月27日，本作的任天堂Switch和PlayStation 4版由ENTERGRAM发售。

## 故事
阿連比克鍊金都市是自古便盛行對鍊金術的研究的城市。然而隨著科學技術的不斷進步和時代變遷，現在大多數居民過著依靠社交軟體、手遊和網絡購物等高科技產物生活，視鍊金術為舊時代的落伍技術。
鍊金術工具店的老闆娘瑠璃於是召集與自己是青梅竹馬關係的主人公唯央、為深造鍊金術而來這座城市上學的學妹叶音以及雖然技術高超卻只願鑽研自己手頭項目的彩良，計畫復興鍊金術。

## 登場角色
菲涅
人造人少女。
瑠璃·P·提奧夫拉斯圖斯（聲：天知遙）
鍊金術工具店的老闆娘。
春若叶音（聲：歩サラ）
瑠璃學妹。為學習鍊金術而來到阿連比克鍊金都市上學。
柳瀨彩良
鍊金術師。對自己的研究之外的項目沒有任何興趣。
春若萌仁花（聲：明里芽依）
叶音的妹妹。

## 主題曲
- 片頭曲｢Arcana Alchemia」

歌：Kicco、佐咲紗花；作詞：佐咲紗花；作曲、編曲：井之原智
- 片尾曲｢Starry Stories」

歌：Kicco、佐咲紗花；作詞：佐咲紗花；作曲、編曲：椎名俊介

## 評價
《鍊愛秘儀》在日本美少女游戏与动画相关商品销售网站Getchu.com的2022年12月销量榜上排名第6名。於「萌系遊戲大賞」2022年度月間獎及年度聲音金獎。

## 外部連結
- PC版官網 （页面存档备份，存于）（日語）
- 主機版官網 （页面存档备份，存于）（日語）
- 中文版官網 （页面存档备份，存于）（日語）
- 《鍊愛秘儀》在視覺小說數據庫的頁面 （英文）